# Serica lagoi
Serica lagoi är en skalbaggsart som beskrevs av Ahrens 2007. Serica lagoi ingår i släktet Serica och familjen Melolonthidae. Inga underarter finns listade i Catalogue of Life.